# Chrysolina elbursica
Chrysolina elbursica es un coleóptero de la familia Chrysomelidae.
Fue descrita científicamente en 1981 por Lopatin.